# 李修善
李修善（David Hill，1840年—1896年），英国循道公会在华传教士。
1840年，李修善出生于英格兰约克郡，在里士满接受神学训练。成为牧师以后，1865年，他被英国循道公会派往中国湖北省传教。1878年，华北的山西省遭遇大旱，他和英国浸礼会传教士李提摩太到山西救灾。他在该省吸引了一位嗜食鸦片的儒生席胜魔归向基督教。

## 外部連結
- Allan, C. Wilfrid (Charles Wilfrid), 1870- ; 谷雲階譯: 《李修善牧師傳 = Life of David Hill》. 上海 : 廣學會 , 1934. （页面存档备份，存于）  基督教文藝出版社藏書,  香港浸會大學圖書館. 華人基督宗教文獻保存計劃.